# Skaistkalnes karsta kritenes
Skaistkalnes karsta kritenes este o arie protejată (arie specială de conservare — SAC, sit de importanță comunitară — SCI, arie de protecție specială avifaunistică — SPA) din Letonia întinsă pe o suprafață de 96,31 ha, integral pe uscat.

## Localizare
Centrul sitului Skaistkalnes karsta kritenes este situat la coordonatele 56°23′23″N 24°41′29″E / 56.3896°N 24.6913°E.

## Înființare
Situl Skaistkalnes karsta kritenes a fost declarat arie de protecție specială avifaunistică în decembrie 2002 pentru a proteja 3 specii de animale. Alte tipuri de protecție:
- sit de importanță comunitară (în mai 2004)
- arie specială de conservare (în mai 2004)[1][3][4]

## Biodiversitate
Situată în ecoregiunea boreală, aria protejată conține 10 habitate naturale: Lacuri de carst de gips, Cursuri de apă de la nivel de câmpie la nivel montan, cu vegetație Ranunculion fluitantis și Callitricho-Batrachion, Pajiști uscate seminaturale și facies de acoperire cu tufișuri pe substraturi calcaroase (Festuco-Brometalia) (* situri importante pentru orhidee), Pajiști fino-scandinave uscate până la mezice, bogate în specii de altitudine mică, Pajiști aluvionare boreale nordice, Mlaștini turboase de tranziție și turbării mișcătoare, Taiga vestică, Păduri caducifoliate bătrâne naturale hemiboreale fino-scandinave (Quercus, Tilia, Acer, Fraxinus sau Ulmus) bogate în specii epifite, Păduri fino-scandinave bogate în ierburi cu Picea abies, Păduri pe pante, grohotișuri și ravene de Tilio-Acerion.
La baza desemnării sitului se află mai multe specii protejate de  păsări (3): acvilă țipătoare mică (Aquila pomarina), muscar (Ficedula parva), ciocănitoare de munte (Picoides tridactylus).
Pe lângă speciile protejate, pe teritoriul sitului au mai fost identificate 1 specie de plante.